# Rina Ketty
Rina Ketty, nome d'arte di Cesarina Picchetto (Sarzana, 1º marzo 1911 – Cannes, 23 dicembre 1996), è stata una cantante francese, di origine italiana.
Le due canzoni più conosciute di cui è stata interprete e che l'hanno resa famosa sono state J'attendrai (versione in lingua francese di Tornerai) e Sombreros et mantilles.

## Biografia
Rina Ketty nasce a Sarzana, in provincia della Spezia, il 1º marzo 1911 al n° 6 di via Emiliana, nella cosiddetta vecchia "Vetraia" della cittadina ligure; nella parrocchia di Sant'Andrea è conservato il suo atto di battesimo con il n°586. Arriva a Parigi negli anni '30 per fare visita alle zie. Scopre allora, con grande entusiasmo, l'atmosfera della Comune libera di Montmartre (Seine).
Inizia ad esibirsi nei cabaret della zona, in particolare nel 1934 al Lapin Agile, dove interpreta canzoni di Paul Delmet, Gaston Couté, Théodore Botrel ed Yvette Guilbert.
Nel 1936 registra i suoi primi pezzi tra cui La Madone aux fleurs, Près de Naples la jolie o ancora Si tu reviens, abbastanza rapidamente caduti nell'oblio.
Nel 1938 conosce la consacrazione con la reinterpretazione di successi italiani, quali Rien que mon cœur, che consegue il Grand Prix du disque, Priere à la Madone e soprattutto Sombreros e mantilles. Le musiche sono firmate dal fisarmonicista, che ha sposato lo stesso anno.

## Il successo diJ'attendrai
Nel 1938 interpreta la famosa J'attendrai, altro adattamento di una canzone italiana scritta da Dino Olivieri, Tornerai, la quale trae ispirazione da un'aria dell'opera lirica Madama Butterfly di Giacomo Puccini. Pubblicata in formato 78 giri dalla Pathé, la canzone conosce un successo enorme e sarà più tardi una delle canzoni emblematiche dell'inizio della seconda guerra mondiale.
Quelle parole e quella musica erano subito diventate l'inno all'amore lontano, ed insieme una promessa di fedeltà alla persona amata. “J'attendrai Le jour et la nuit, j'attendrai toujours ton retour”, cantavano i soldati su tutti i fronti di guerra. Ascoltavano sognando, e ripetevano quelle parole, le molte fidanzate e spose che a casa aspettavano il ritorno del loro uomo. Come Lili Marlene, è una delle canzoni mitiche, fischiettate allo stesso tempo dai combattenti di ogni parte e dalle loro donne, dall'Europa all'Africa del Nord. Rina venne per questo definita la "Madelon del 1940", accostando così impropriamente la dolce melodia di Olivieri-Puccini alla marcetta che nel 1918 aveva accompagnato i francesi alla vittoria sui tedeschi.
Per il momento, l'accento torinese che coltiva fa meraviglia alla radio, ma anche all'ABC, all'Européen (dove si esibisce nel 1938) e a Bobino (nel 1939).
Molti compositori scrivono con il pensiero rivolto al fascino che il suo fraseggio apporterà ai loro testi. Così Paul Misraki Rendez-moi mon cœur (una ripresa di Sombreros e mantilles più vicina all'attualità spagnola) o anche Jean Tranchant Pourvu qu'on chante. Nel giugno 1939, Rina Ketty fa un'incursione nel classico con il Mon cœur soupire, adattamento di Voi che sapete, estratto da Le nozze di Figaro di Mozart.
Nel 1940 divorzia da Jean Vaissade. Tenuto conto della sua origine italiana, si fa prudentemente dimenticare durante il conflitto, esibendosi soltanto in Svizzera. A Liberazione avvenuta, dopo un rientro all'Alhambra nel 1945 e cinque mesi di tournée in Francia, non riesce a ritrovare il suo posto di vedette d'anteguerra. Spesso descritta come una cantante esotica e sentimentale, viene effettivamente soppiantata nel genere da Gloria Lasso, ella stessa in seguito sostituita da Dalida, che riprenderà J'attendrai di Rina Ketty in versione disco music.
Il suo repertorio conta tuttavia nuove canzoni, come Sérénade argentine (1948), La Samba tarentelle, La Roulotte des gitans. Nel 1954 partirà per trasferirsi in Canada per una decina d'anni in Québec e nell'Ontario, cantando soltanto il suo famoso Sombreros et Mantilles, nelle riserve dei nativi americani ed anche presso i popoli eschimesi. Tenta senza successo un ritorno sulla scena in Francia nel 1965, esibendosi in particolare a Nizza, quindi al Don Camillo nel 1967, e al Nuovo Alcazar nel 1968.

## Il declino
Ritiratasi dalle scene, decise di trasferirsi a Cannes insieme al secondo marito, Harman "Jo" Marcel che aveva sposato il 30 maggio 1951 nella chiesa di Notre Dame de Grace de Passy a Parigi. In quel tempo fu anche colpita da una forma di afonia, durata dieci anni, durante i quali non aveva più voluto apparire in pubblico, per dedicarsi al ristorante che aveva aperto con Jo.
Il governo francese si ricordò di lei nel 1991. Quell'anno il ministro della Cultura Jack Lang la insignì infatti dell'onorificenza di "Cavaliere dell'ordine dell'Arte e Lettere". Nel marzo del '96 fece la sua ultima apparizione pubblica e la sua ultima esibizione come cantante. Nel 1994 era scomparso suo marito e due anni dopo, il 23 dicembre 1996, moriva Rina Ketty, all'età di 85 anni, all'ospedale des Broussailles di Cannes..
Oggi pochi la ricordano, ma per molti anni la giovane emigrata sarzanese è stata una straordinaria ambasciatrice della grazia italiana e del fascino eterno della nostra musica. Rina Ketty non fu però soltanto questo. Con la sua voce sottile ed aggraziata, rappresentò per gli innamorati di almeno due generazioni, il simbolo dell'amore perduto, della nostalgia per quello che è stato e che forse non sarà più. Anche il protagonista del romanzo Il postino di Neruda di Skarmeta, da cui è stato tratto l'ultimo film di Massimo Troisi, racconta di un'incisione del '38 scoperta in un negozio di dischi del Quartiere Latino «Quante volte l'ho cantata da giovane? – scrive - Ho sempre desiderato averla, e non sono mai riuscito. Si chiama J'attendrai, la canta Rina Ketty, e le parole dicono “Aspetterò, giorno e notte, aspetterò sempre che tu torni».
Quasi 70 anni dopo la sua creazione, J'attendrai prosegue la sua carriera, in particolare al cinema nel film Das Boot, nella pubblicità per il gruppo Renault ecc..
Chi voglia, può provare a ritrovare, almeno in parte, quell'atmosfera e quelle stesse emozioni, inserendo in uno dei tanti motori di ricerca nel grande mare di Internet, la voce "Rina Ketty". Troverà, insieme a numerose note biografiche, all'offerta di molte edizioni di suoi vecchi dischi in vinile e di CD, anche alcune "demo" della sua più celebre canzone, appunto J'attendrai.
La sua voce fragile e appassionata, che sembra uscire intatta da un vecchio grammofono, riesce miracolosamente a farci ancora sognare, per una trentina di secondi, giusto la durata del brano.

## Discografia
1. 1936 Si tu reviens (parole e musica: Saint-Giniez et Tiarko Richepin)
2. 1936 La madone aux fleurs (parole: Jacques Martel, Roger Vaysse. musica: Jean Vaissade, Julien Latorre)
3. 1936 Près de Naples la Jolie
4. 1937 Je n'ai qu'une maman (parole e musica: Jacques Martel, F. Bousquet, R. Vaysse)
5. 1937 Pourquoi loin de toi
6. 1937 Le clocher d'amour
7. 1937 Rien que mon cœur
8. 1937 Reviens Picina Bella
9. 1937 Tarentelles en vendanges
10. 1938 Pour un beau voyage
11. 1938 Printemps d'amour (parole e musica Mauri et Maubon)
12. 1938 L'amour que j'avais
13. 1938 J'attendrai... (parole: Louis Poterat, N.Rastelli. musica: Dino Oliveri)
14. 1938 Sombreros et mantilles (parole: Chanty, musica: Jean Vaissade)
15. 1938 Hirondelle d'amour (parole e musica: Di Lazzaro, adapté par Louis Poterat)
16. 1938 Tout s'efface
17. 1938 S'aimer à Venise
18. 1938 Pardonne-moi (parolede Chanty, musica A. Burli et P. Fontaine)
19. 1938 Dans les bras d'un matelot (H.-J. Bataille et A. Papera)
20. 1938 Berceuse du rêve bleu (parole: Chanty, musica Jean Vaissade)
21. 1938 Le clocher de mon village (parole e musica: Rodor, Warms)
22. 1939 Nuits sans toi
23. 1939 Sérénade sans espoir
24. 1939 Fermons la porte
25. 1939 Montevideo (Fischer, Varna)
26. 1939 Rendez-moi mon cœur
27. 1939 Pourvu qu'on chante
28. 1939 Mon cœur soupire (parole: Lauret-Davon. musica: Mozart)
29. 1939 Sérénade près de Mexico (Kennedy, Carr, Louis Poterat)
30. 1939 Sérénade sans espoir (parole: André Hornez. musica: H. Hallifax, M. Vermax)
31. 1939 La dernière sérénade (Cavanaugh, Simon et Louis Poterat)
32. 1939 Chante encore dans la nuit (R. Caïrone, L. Ferrari, Syam, Viaud)
33. 1940 C'est une oiseau qui passe (P. Zeppili / L. Poterat; orch. P. Chagnon)
34. 1950 Je t'aimerai (parole: Hubert Ithier. musica: José Cana)
35. 1950 La roulotte de gitans (parole: Fernand Bonifay. musica: Guy Magenta)
36. 1950 Mama te quiero (parole e musica: Chico Roberti, C. Jollet, R. Desbois)

## Onorificenze
- Cavaliere dell'Ordine delle Arti e delle Lettere (1991), medaglia conferitale da Jack Lang, all'epoca ministro della cultura.